# Luigi Magni
Luigi Magni (Roma, 21 de març de 1928 - 27 d'octubre de 2013) va ser un guionista i director de cinema italià. Inicia la seva carrera com a guionista en col·laboració amb Age & Scarpelli. En 1956 s'obre pas definitivament en el món del cinema treballant amb els més importants directors italians de l'època: Mario Monicelli, Luciano Salce, Mauro Bolognini, Camillo Mastrocinque i Giorgio Bianchi.
En 1968 s'estrena com a director, dirigint a Vonetta McGee, Enzo Cerusico i Renzo Montagnani en la comèdia Faustina. Però el gran èxit li arribarà a Magni amb el seu segon treball, Nell'anno del Signore ("L'any del Senyor", 1969), la pel·lícula que delinea el seu segell de fàbrica: comèdies ambientades a la Roma papal i renaixentista, fluctuant entre l'aspecte de farsa i el dramàtic, sense oblidar el llenguatge exquisidament "romà". A partir d'aquesta pel·lícula comença la col·laboració de Luigi Magni amb Nino Manfredi, que es convertiria en el seu actor fetitxe. Després de La Tosca (1973) amb Monica Vitti, In nome del Papa Re (1977) farà guanyar al director el David di Donatello a la millor direcció. Segueixen Secondo Ponzio Pilato (1987), ´O Re (1988), In nome del popolo sovrano (1991), Nemici d'infanzia (1995), qque li fa guanyar el segon David de Donatello per la direcció, i La Carbonara (1999).
Luigi Magni forma part dels directors que han fet gran el gènere del cinema popular italià. Considerat, erròniament, anticlerical, el director narra el període renaixentista barrejant veritat històrica i farsa, amb tons satírics sempre ben mirats. Si s'exclou a Mario Monicelli, cap altre director italià ha afrontat temàtiques com el poder temporal. En realitat, Luigi Magni adopta l'anticlericalisme per a parlar del poder en general, com a forma de domini de l'home sobre l'home, de com això explota la ignorància de la gent. Les reconstruccions de la Roma papal eren efectuades a Cinecittà; unes altres de gira per ciutats italianes: Escipió, l'Africà, per exemple, va ser rodada gairebé íntegrament en Pompeia, així com In nome del Papa Re rodada en el Alt Lazio, en Montefiascone.
Després de la pel·lícula per a televisió La notte di Pasquino ("La nit de Pasquino", 2003) i després de la mort de Nino Manfredi (2004), Luigi Magni no ha tornat a dirigir cap pel·lícula. En 2008 rep el David de Donatello a la seva carrera, per a celebrar els seus 80 anys de vida i 40 d'activitat com a director.

## Filmografia

### Com a director
- Faustina (1968)
- Nell'anno del Signore (1969)
- Escipió, l'Africà (1971)
- La Tosca (1973)
- La via dei babbuini (1974)

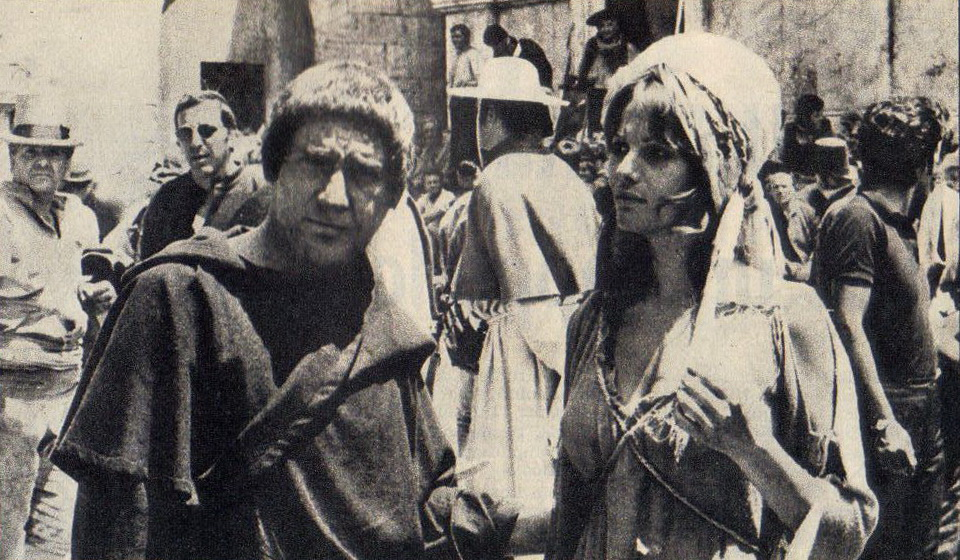
Alberto Sordi i Claudia Cardinale durant el rodatge de Nell'anno del Signore.

- Signore e signori, buonanotte (1976)
- Quelle strane occasioni (1976) – episodi "Il cavalluccio svedese"
- Basta che non si sappia in giro (1976) – episodi "Il superiore"
- In nome del Papa Re (1977)
- Arrivano i bersaglieri (1980)
- State buoni se potete (1983)
- L'addio a Enrico Berlinguer (1984)
- Secondo Ponzio Pilato (1987)
- Imago Urbis (1987)
- Garibaldi il Generale (1987) - minisèrie TV
- Cinema (1988) (TV)
- 'O Re (1989)
- In nome del popolo sovrano (1990)
- Nemici d'infanzia (1995)
- Esercizi di stile (1996) - episodi "Era il maggio radioso"
- La carbonara (2000)
- La notte di Pasquino (2003) (TV)

## Premis i distincions
Festival Internacional de Cinema de Venècia
| Any  | Categoria            | Pel·lícula | Resultat  |
| ---- | -------------------- | ---------- | --------- |
| 1995 | Premi Pietro Bianchi | -          | Guanyador |

- David di Donatello
  - 1978 – Millor argument per In nome del Papa Re
  - 1989 – Candidatura millor cançó original amb Mauro Pagani i Nicola Piovani per O re
  - 1995 – Millor argument per Nemici d'infanzia
  - 2008 – A la carrera

- Nastro d'argento
  - 1970 – Candidatura Millor argument per Nell'anno del Signore
  - 1970 – Candidatura millor guió per Nell'anno del Signore
  - 1991 – Candidatura millor guió per In nome del popolo sovrano

Premi Eduardo 2001 a la carrera a Velletri